# Rowlandius reyesi
Rowlandius reyesi är en spindeldjursart som beskrevs av Rolando Teruel 2000. Rowlandius reyesi ingår i släktet Rowlandius och familjen Hubbardiidae. Inga underarter finns listade i Catalogue of Life.